# Gem (Alberta)
Pour les articles homonymes, voir Gem.
Gem est un hameau (hamlet) du Comté de Newell, situé dans la province canadienne d'Alberta.